# جائحة فيروس كورونا في جزر ماريانا الشمالية
تُوَثِّق هذه المقالة آثار جائحة فيروس كورونا 2019-2020 في أراضي الولايات المتحدة لجزر ماريانا الشمالية، وقد لا تتضمن جميع الاستجابات والتدابير والإجراءات الرئيسية حتى الآن.

## خلفية
في 12 يناير 2020، أكدت منظمة الصحة العالمية عن ظهور فيروس كورونا المستجد كسبب للمرض التنفسي الذي أصاب مجموعة من الأشخاص في مدينة ووهان، مقاطعة خوبي، الصين، إذ أُبلغ عنهم إلى منظمة الصحة العالمية في 31 ديسمبر 2019. كانت نسبة الوفيات بين الحالات المُشخصة بكوفيد-19 أقل بكثير من جائحة فيروس سارس في عام 2003، لكن انتقال العدوى كان أكبر، والوفيات أيضًا.

## الجدول الزمني
في 28 مارس، أكدت الجزر أول حالتين من كوفيد-19.
في 30 مارس، سُجل أول حالة وفاة بسبب الفيروس التاجي في جزر ماريانا الشمالية في منتجع كانوا.

## الوقاية
ألغيت الرحلات الجوية من الصين وهونج كونغ في أوائل فبراير،  مما أدى إلى انخفاض عدد السياح إلى جزيرة سايبان، وبالتالي إلى أزمة اقتصادية أدت إلى حالة تقشف. بحلول 12 مارس، كانت هناك فرقة عمل قائمة لإدارة تدابير التقشف الموضوعة.
في 17 مارس، أغلق الحاكم توريس المدارس والمكاتب الحكومية كإجراء وقائي. أدى استمرار الرحلات الجوية اليومية لشركة يونايتد أيرلاينز بدون توقف من غوام على بعد 120 ميلاً إلى وضع جميع الأفراد الوافدين المشتبه في إصابتهم بأعراض الفيروس التاجي في الحجر الصحي في منتجع كانوا.
حوالي 16 مارس، قام محافظ رالف توريس بإغلاق جميع المدارس والمكاتب الحكومية مؤقتًا. كما شُكلت قوة عمل حكومية لمراقبة الوضع.